# Símbols de Queensland
L'estat australià de Queensland ha establert diversos símbols oficials.
| Símbol        | Nom                                        | Imatge                      | Adopció     | Observacions |
| ------------- | ------------------------------------------ | --------------------------- | ----------- | --- |
| Escut d'armes | Escut d'armes de Queensland                | Escut d'armes de Queensland | 1893        | L'escut d'armes va ser concedit per la reina Victòria el 1893. L'escut representa les indústries primàries de l'estat al segle xix, un cap de toro i un de moltó; una garba de blat; i una columna d'or que s'aixeca d'un mont de quars. El 1977, la reina Elisabet II va concedir els animals de suport, la grua australiana i el cérvol comú. |
| Motto         | Audax at Fidelis                           |                             | 1893        | Audaç però fidel. |
| Bandera       | Bandera de Queensland                      | Bandera de Queensland       | 1876 - 1953 | Basada en el pavelló blau britànic, carrega al vol una rodella blanca dins la qual hi ha la insígnia de l'estat. Aquesta està formada per una creu de Malta de color blau cel amb una corona de sant Eduard al centre. El disseny actual data de 1953, mentre que la primera bandera data de 1876. |
| Insígnia      | Insígnia de Queensland                     | Insígnia de Queensland      | 1876        | L'actual insígnia fou aprovada el 29 de novembre de 1876 pel governador de l'estat. La insígnia es descriu oficialment com "En una rodella d'argent, una creu maltesa d'atzur coronada amb una corona reial". |
| Color         | Granat                                     |                             | 2003        | El novembre de 2003, el color granat va ser nomenat oficialment com el color estatal de Queensland, després de molts anys associat a clubs esportius de l'estat com l'equip de rugbi Brisbane Broncos RLFC o el de futbol australià Brisbane Lions Australian Football Club. |
| Animal        | Coala (Phascolarctos cinereus)             | Coala                       | 1971        | Fou nomenat oficialment l'emblema animal de Queensland el 1971, després que una enquesta del diari mostrés un fort suport públic a aquest entranyable marsupial, el qual es troba habitualment a les zones orientals de l'estat. |
| Flor          | Orquídia de Cooktown (Dendrobium bigibbum) | Dendrobium bigibbum         | 1959        | La flor va ser adoptada com a emblema floral el 1959 durant les celebracions per commemorar el centenari de l'estat. aquesta orquídia és nativa dels tròpics del nord de l'estat i rep el nom de la ciutat de Cooktown, al nord de Queensland. Creix en arbres i roques a les zones ben regades de la península del Cap York. |
| Ocell         | Grua australiana (Antigone rubicunda)      | Grua australiana            | 1986        | La Grua australiana figura a l'escut d'armes de l'estat des del 1977, però no va ser fins al gener de 1986 que es va anunciar com l'ocell oficial de Queensland. De les 14 espècies que formen la família dels grúids, aquesta és l'única espècie nativa d'Austràlia. |
| Gemma         | Safir                                      | Safir                       | 1985        | El safir va ser nomenat gemma oficial estatal de Queensland l'agost de 1985. Aquesta pedra preciosa, una varietat del mineral corindó, es va descobrir originalment al centre de Queensland a principis de la dècada de 1870. Se'n continua trobant al centre i al nord de l'estat. |
| Peix          | Amphiprion akindynos                       | Amphiprion akindynos        | 2005        | L'Amphiprion akindynos va ser nomenat oficialment l'emblema aquàtic de Queensland el març de 2005. |
| Tartà         |                                            |                             | 1995        | Dissenyat per Jack Allen de Bundaberg utilitzant set colors bàsics per representar l'estat. El blanc representa la petita quantitat de núvols a l'hivern; el blau cel representa el cel blau d'hivern; el blau reial la mar del Corall, el blau a la badia d'Hervey, el pas de Whitsunday i Hinchinbrook; el groc representa les platges tropicals de Queensland, el sol i la sorra; el verd representa els boscos de muntanya, boscos de frondoses, boscos de pins, els camps de pastura i les granges; el lila representa les flors de la canya de sucre; el carmesí representa l'emblema floral, l'orquídia de Cooktown. |
|               |                                            |                             |             | |